# منتخب النمسا لهوكي الدحرجة
منتخب النمسا لهوكي الدحرجة هو ممثل النمسا الرسمي في المنافسات الدولية في هوكي الدحرجة
.